# 鄧煥奎
鄧煥奎（？年—？年），字玉山，四川金堂縣人，由廩貢，光緒三十三年任鄰水縣教諭。